# دجاجة سوداء ذات الوجه الأبيض
دجاجة إسبانية سوداء بيضاء الوجه، بالإنجليزية: White-faced Black Spanish.
وتعرف أيضا بأسماء أخرى:Cara Blanca أو
Española Cara Blanca.
هي سلالة من الدجاج المحلي الذي نشأ في إسبانيا، ولكن تم تربيته إلى حد كبير في بريطانيا منذ القرن الثامن عشر.
وهو سلالة تعود أصول نشأتها بالضبط إلى جزيرة مينوركا. تنتشر تقريبا في جميع أنحاء العالم.
تم تسجيل هذا الصنف في جمعية الدواجن الأمريكية في عام 1874.

## الخصائص والوصف
تتميز هذه السلالة بريش أسود لامع وترتبط ارتباطًا وثيقًا بسلالات دجاج منورقة وكاستيلانا نيجرا.
الميزة الأكثر تميزا هي فصوص الأذن البيضاء المنخفضة نحو العنق.
الوزن متوسط قد يصل عن الديك إلى 3 كغ كحد أقصى. وعند الدجاجة إلى 2.5.

## الاستخدام في المزرعة
دجاج أبيض الوجه الإسباني، لا يستخدم بالدرجة الأولى للتسمين وإنتاج اللحوم. فهو لا يتعدى في وزن الديك من 2 إلى 3 كغ كحد أقصى، ولكن له إنتاج مرتفع في إنتاج البيض يترواح ما بين 160 إلى 180 في السنة.
لون البيضة أبيض لها وزن قياسي يصل إلى 80g. علاوة على استخدامه كطائر زينة في البساتين والضيعات الخاصة ولعشاق تربية وتهجين السلالات.

## طالع
- دجاج سلطان
- دجاج ذات الرقبة العارية
- دجاج حمراوي
- دجاج كتالانا
- دجاج منورقة